# 家入葉子
家入 葉子（いえいり ようこ、1964年 - ）は、日本の言語学者、京都大学文学部教授。福岡県生まれ。専門は、英語学・英語史。

## 略歴
1987年九州大学文学部英文科卒業、94年同大学院博士課程中退。1993年英国セント・アンドルーズ大学博士課程修了、Ph.D.。1994年神戸市外国語大学専任講師、96年助教授、2002年京都大学大学院文学研究科助教授、2007年准教授、2013年教授。

## 著書
- 『文科系ストレイシープのための研究生活ガイド』ひつじ書房 2005
- 『ベーシック英語史』ひつじ書房 2007
- 『文科系ストレイシープのための研究生活ガイド 心持ち編』ひつじ書房 2009
- 『否定的な意味の動詞とその構文―英語史の観点から』雄松堂出版 2010

### 共編著
- 『歴史社会言語学入門 社会から読み解くことばの移り変わり』高田博行、渋谷勝己共編著 大修館書店 シリーズ・言語学フロンティア 2015
- 『これからの英語教育 英語史研究との対話』編 大阪洋書 2016

### 翻訳
- ロザリンド・ミスチン編『スコットランド史 その意義と可能性』富田理恵共訳 未來社 1998
- ビル・オハンロン『人生を劇的に変えるほんの少しの習慣 52 methods』宝島社 2016